# 拉普特瓦島
拉普特瓦島（英語：Lapteva Island）是南極洲的島嶼，長0.9公里、寬0.88公里，處於昆頓角東北面10.54公里、拉傑特群島西南面1.5公里、格倫蘭角以西8.93公里和上鮑爾角西北面3.38公里，距離昂韋爾島北岸1公里，屬於帕默群島的一部分，現時由南極條約體系管理。